# امیلیو ویکویرا
امیلیو ویکویرا (انگلیسی: Emilio Viqueira؛ زادهٔ ۲۰ سپتامبر ۱۹۷۴) بازیکن فوتبال اهل اسپانیا است.
از باشگاه‌هایی که در آن بازی کرده‌است می‌توان به باشگاه فوتبال رکریتیوو اوئلوا، باشگاه فوتبال لوانته، باشگاه فوتبال دپورتیوو لاکرونیا، و باشگاه فوتبال خرز اشاره کرد.
وی همچنین در تیم‌های ملی فوتبال زیر ۱۶ سال اسپانیا و زیر ۱۸ سال اسپانیا بازی کرده‌است.